# Židé v Hořovicích

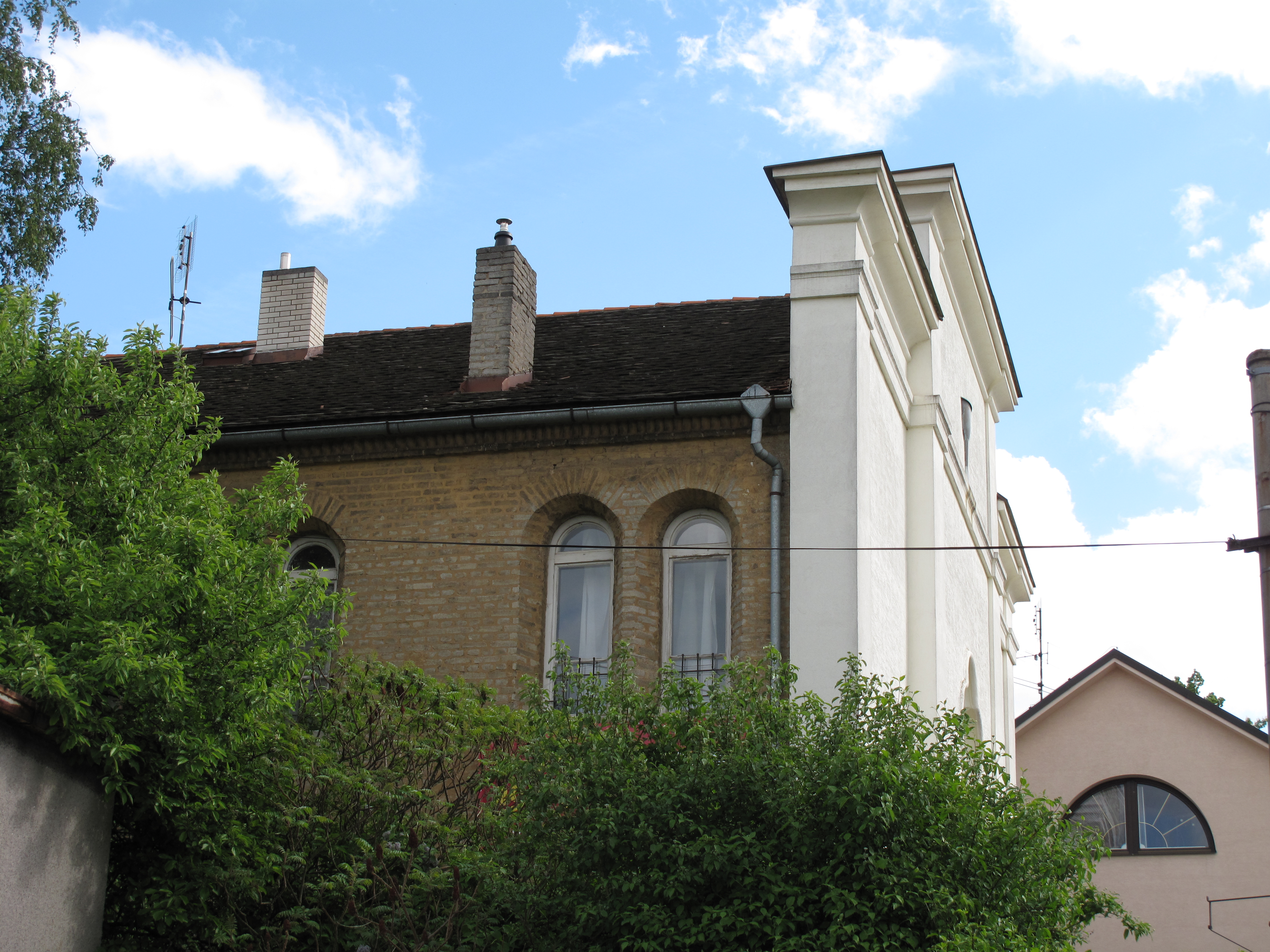
Boční pohled na hořovickou synagogu

Židé se v Hořovicích se poprvé zmiňují v roce 1662 jako obchodníci na místním trhu. Natrvalo se v Hořovicích mohou usazovat od poloviny 19. století, kdy získali rovná práva. Na konci téhož století zde vznikla židovská náboženská obec a prozatímní modlitební místnost (1875). Synagoga byla postavena až roku 1904. Přestože se počet židů na Hořovicku na přelomu 19. a 20. století zvětšoval, v samotných Hořovicích klesal. Po vzniku Československa se židovská obec musela potýkat s odchodem mladších židů do Prahy. Nacistická okupace a deportace Židů z okolí Hořovic zastavily vývoj komunity úplně. Nacistické koncentrační a vyhlazovací tábory přežili pouze tři hořovičtí Židé.

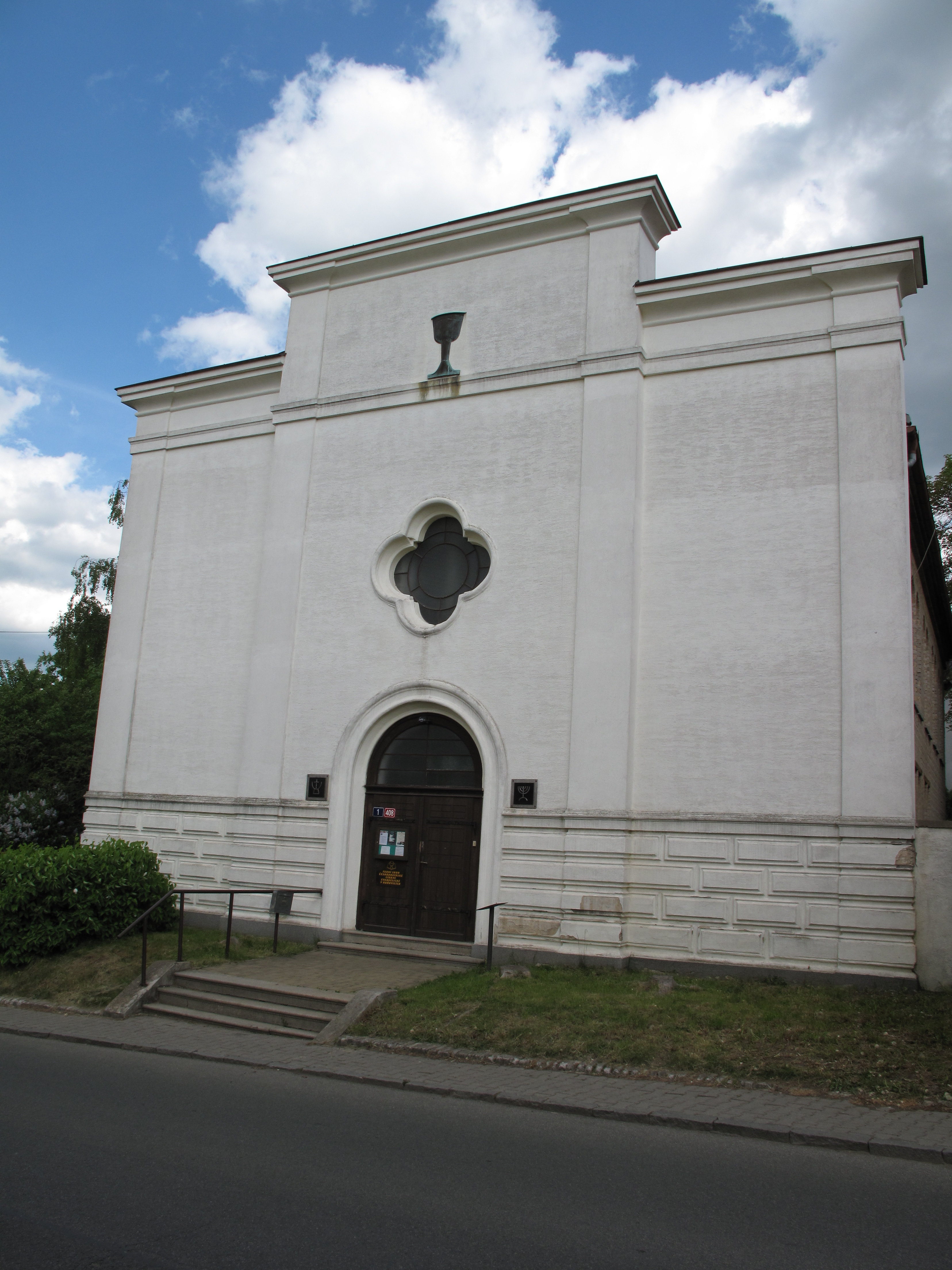
Jubilejní synagoga v Hořovicích

## Židovské osídlení Hořovic do konce 19. století
První zmínka o Židech v Hořovicích pochází z roku 1662, kdy jim bylo povoleno obchodovat na místním trhu. Až do roku 1848 platilo, že židovští obchodníci mohli ve městě pobývat jen přes den a na noc jej museli opustit. Teprve v důsledku revoluce 1848, respektive pádu neoabsolutismu se židé mohli ve městě usazovat.
Imigrace židů nebyla vždy vnímána pozitivně. Na jaře 1866 vypukly v Hostomicích nepokoje způsobené rostoucí nezaměstnaností a chudobou, které se rozšířily po celém Berounsku. V Hořovicích se rozzlobený dav shromáždil před domem židovského obchodníka Viléma Glasra a vytloukl mu okna.
V Hořovicích nikdy nebyl židovský hřbitov, pohřbívalo se v nedalekých Praskolesích. Roku 1873 v Hořovicích žilo 78 židů. O dva roky později byla založena izraelská náboženská obec a založena prozatímní synagoga. Jako dočasná synagoga sloužil pronajatý pokoj některého z věřících, není však zcela zřejmé, kde se místnost nacházela. Do roku 1875 hořovičtí židé docházeli na bohoslužby do synagogy v Praskolesích, Lohovicích, Tlusticích nebo Kotopecích. Počet židů v Hořovicích rostl do devadesátých let 19. století, kdy dosáhl téměř 80 osob.
Roku 1893 byl obvod Židovské náboženské obce Hořovice vymezen územím soudního okresu Hořovice a Zbiroh kromě několika vesnic (Dobřív, Holoubkov, Mýto, Medový Újezd, Strašice, Svojkovice a Těně). K hořovické náboženské obci příslušely i běštínská a lochovická židovská komunita.
V roce 1899 se předsedou židovské náboženské obce stal Julius Bondy, pod jehož vedením se rozhodnulo o stavbě nové tzv. Jubilejní synagogy. Při příležitosti vysvěcení nové synagogy dne 3. března 1904 byla v synagoze umístěna pamětní deska připomínající tehdejší členy představenstva izraelské obce náboženské, jimiž byli: Julius Bondy z Hořovic, Hynek Müller z Kotopek, Jakub Abeles z Tlustic, Šalamoun Körper z Hořovic, Berthold Steinreich z Hořovic, Julius Hecht ze Žebráku, Alois Löwit z Hořovic a Moric Neumann z Cheznovic.

## Hořovičtí židé ve 20. století
Od druhého desetiletí 20. století odcházeli mladí lidé za pracovními příležitostmi do Prahy a židovská komunita na Hořovicku se začala zmenšovat. Podle statistického lexikonu obcí ČSR žilo roku 1921 v soudním okrese Hořovice a Zbiroh v součtu 324 židů  a v roce 1930 klesl počet židovských obyvatel na 253. Samotný počet občanů Hořovic židovského vyznání se ve 30. letech ustálil kolem čísla 50.
Další případný rozvoj obce byl zastaven okupačními orgány a později deportací většiny židovských obyvatel soudního okresu Hořovice a Zbiroh do koncentračních a vyhlazovacích táborů Hitlerovského Německa. Nacistické běsnění přežilo nepatrné množství předválečné komunity a ŽNO Hořovice již nebyla obnovena.